# آناهیت بارسقیان
آناهیت بارسقیان (ارمنی: Անահիտ Բարսեղյան؛ زادهٔ ۳ مارس ۱۹۹۴ در خارکیف) شناگر  زن در رشته کرال پشت اهل ارمنستان است.